# Europass

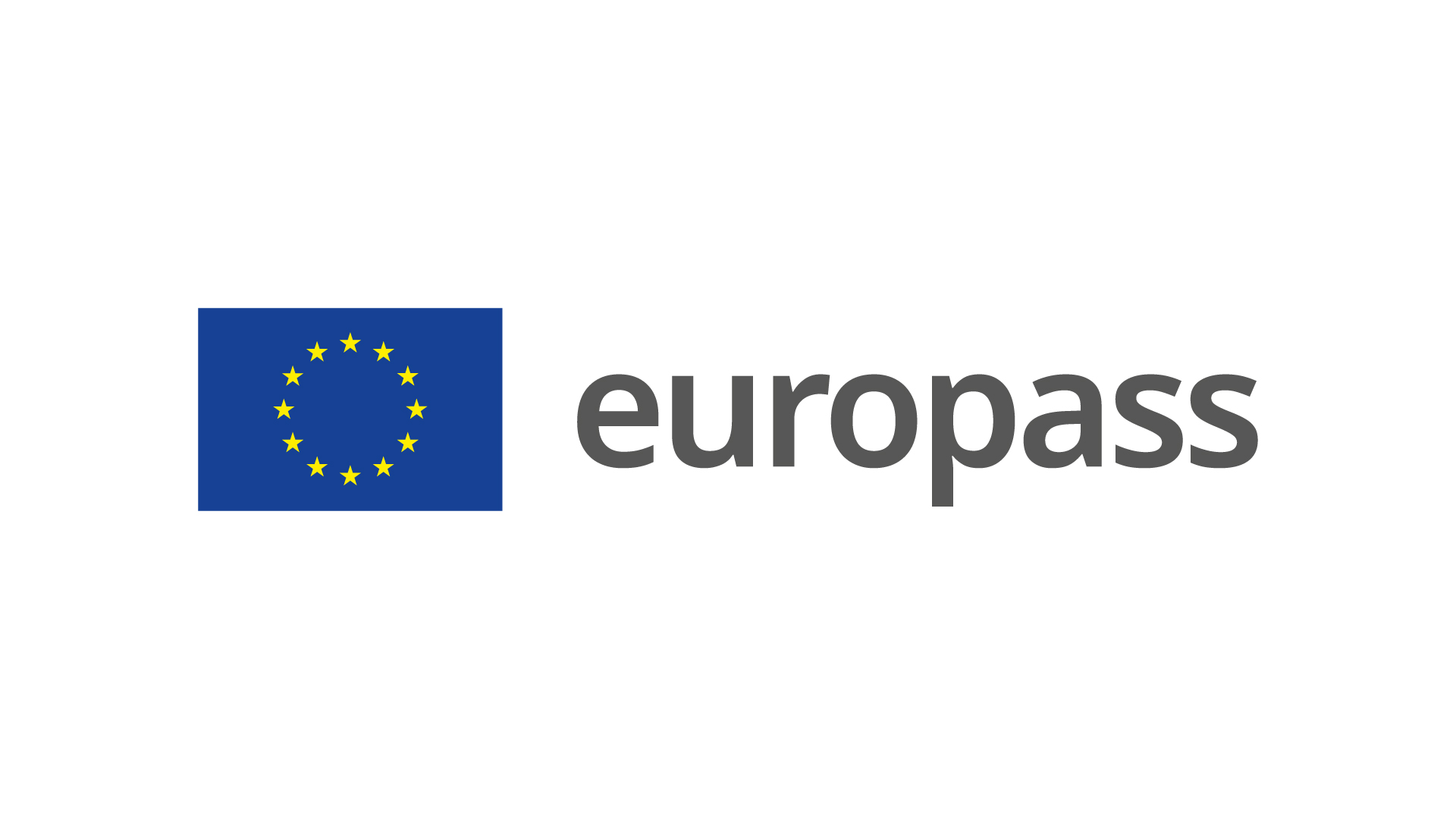
Europass logo

O Europass é uma iniciativa da União Europeia para aumentar a transparência da qualificação e mobilidade geográfica e profissional dos cidadãos na Europa. Destina-se a tornar as competências e qualificações de uma pessoa claramente compreendidas em toda a Europa (incluindo a União Europeia, o Espaço Económico Europeu e os países candidatos à UE).
Os cinco documentos Europass são o Curriculum Vitæ, o Passaporte de Línguas, o Documento de Mobilidade, o Suplemento ao Título de Técnico/Certificado de Profissionalidade e o Suplemento ao Título Superior (Diploma), que partilham uma marca e um logótipo comuns. Desde 2012, as pessoas passaram a reunir todos os documentos Europass no Passaporte Europeu de Competências.

## Portal web do Europass
O Centro Europeu para o Desenvolvimento da Formação Profissional (Cedefop) desenvolveu e mantém o portal Europass, em 27 línguas. O portal é o recurso de referência das informações relacionadas com os documentos do Europass. O seu propósito é também ajudar os seus utilizadores a criar com um simples assistente pessoal, um portefólio eletrónico pessoal contendo um curriculum vitae (com uma carta de motivação), um passaporte de línguas ou qualquer outro documento que comprove as habilidades e qualificações (cópias de diplomas, certificados de trabalho, etc.).
Em todos os países, um Centro Nacional Europass promove e fornece informações sobre os documentos Europass.

## Conteúdo
O Europass é constituído por cinco documentos: dois deles (o curriculum vitæ e o passaporte de línguas) estão disponíveis para acesso livre no sítio web do Europass, três outros documentos (o Documento de Mobilidade, o Suplemento ao Título de Técnico/Certificado de Profissionalidade e o Suplemento ao Título Superior) são preenchidos e emitidos pelas organizações competentes.

### Principal
O conteúdo de um CV Europass depende, obviamente, dos dados enviados pelo utilizador. No entanto, o Europass aconselha vivamente a inserir o seguinte conteúdo, pela seguinte ordem:
- Informações pessoais;
- Experiência profissional;
- Educação e formação;
- Aptidões e competências pessoais.

O CV Europass deixa muito espaço para as competências adquiridas fora do contexto formal, ou seja, no local de trabalho, durante as atividades de lazer, etc.

### Anexos
Quatro documentos complementam o CV Europass, para melhorar a legibilidade das informações pessoais:

#### O Passaporte de Línguas Europass
O Passaporte de Línguas Europass permite uma descrição precisa dos conhecimentos linguísticos:
1. auto-avaliação do nível da língua (compreender, falar, ler, escutar, escrever) graças a uma grelha de seis níveis
2. enumeração de certificados e diplomas obtidos
3. descrição de experiências nos países estrangeiros.

É um modelo padronizado comum europeu que possibilita apresentar aos indivíduos os seus conhecimentos linguísticos mediante um "quadro de autoavaliação" que descreve as suas competências na hora de compreender, falar, ler, escutar e escrever. Inclui também informações sobre diplomas obtidos, cursos a que assistiu, assim como contactos relacionados com outras línguas e culturas. O Passaporte de Línguas Europass forma parte do Portefólio Europeu das Línguas.

#### O Documento de Mobilidade Europass
É um documento atestando competências adquiridas durante os períodos de aprendizagem ou formação que o indivíduo realizou no estrangeiro (estudos, trabalho, estágio, etc.). O Documento de Mobilidade Europass é complementado pelas organizações de envio e de acolhimento que participam no projeto de mobilidade, o que garante a exatidão das informações contidas no Documento de Mobilidade Europass.

#### O Suplemento Europass ao Título de Técnico/Certificado de Profissionalidade
O Suplemento Europass ao Título de Técnico/Certificado de Profissionalidade é um documento adjunto ao Título de Técnico de Formação Profissional ou do Certificado de professionalidade. Complementa a informação que figura no certificado oficial, e facilita a sua compreensão, particularmente pelos empregadores ou as organizações situadas num país estrangeiro. A informação figurante no Suplemento Europass ao Título de Técnico/Certificado de Profissionalidade são fornecidas pelos organismos de certificação.
O suplemento Europass descritivo do título de técnico/certificado de profissionalidade é elaborado pelas autoridades que emitem o certificado original de educação ou de formação profissional, a fim de garantir a autenticidade do documento original. O suplemento contém uma descrição da natureza da formação da pessoa, incluindo os conhecimentos, as capacidades e as competências adquiridas na formação.

#### O Suplemento Europass ao Título Superior
O Suplemento Europass ao Título Superior (Diploma) é um documento adjunto ao título oficial de educação superior ou de formação profissional de nível superior.
De acordo com a Diretiva 2241/2004/CE de 15 de Dezembro de 2004, "o suplemento ao título superior (diploma) Europass é emitido para os diplomados da educação superior, a fim de permitir que terceiros (especialmente noutro país) compreendam mais facilmente o que o título significa do ponto de vista dos conhecimentos e competências adquiridos. Para esse fim, o suplemento descreve a natureza, o nível, o contexto, o conteúdo e o estatuto dos estudos concluídos com êxito pelo titular original do grau ao qual o suplemento está anexado. É, portanto, um documento pessoal relativo ao seu detentor específico."